# Kenan Özer
Kenan Özer (Nicosia, 16 agosto 1987) è un calciatore turco, attaccante del Bodrumspor.

## Palmarès

### Club

#### Competizioni nazionali
- TFF 2. Lig: 1

Bodrum: 2022-2023